# Tupelo (Mississippi)
Pour les articles homonymes, voir Tupelo.
La ville de Tupelo est le siège du comté de Lee, situé dans l’État du Mississippi, aux États-Unis. Sa population s’élevait à 34 546 habitants lors du recensement de 2010, estimée à 38 206 habitants en 2018.
Tupelo est célèbre pour être la ville natale d'Elvis Presley. La maison natale d'Elvis Presley, à l'est de la localité, où il naît le 8 janvier 1935, a été restaurée, identifiée par une plaque, et se visite comme un musée. 

## Histoire

### Colonisation européenne
Les peuples autochtones ont vécu dans la région pendant des milliers d’années. Les peuples historiques Chickasaw et Choctaw, tous deux de langue muskogee, ont occupé cette région bien avant l'arrivée des Européens.
Les Français et les colons britanniques échangeaient avec ces peuples autochtones et essayaient de faire des alliances avec eux. Les  villes françaises étaient établies dans le Mississippi principalement sur la côte du Golfe. Parfois, les puissances européennes sont entrées dans un conflit armé. Le 26 mai 1736, la bataille d’Ackia a eu lieu près du site de l’actuel Tupelo.  Les soldats britanniques et les Chickasaw ont repoussé une alliance française avec les Choctaw qui ont attaqué le village d’Ackia, alors Chickasaw. Les Français, sous la direction du gouverneur de la Louisiane, Jean-Baptiste Le Moyne, sieur de Bienville, avaient cherché à relier la Louisiane à l’Acadie et aux autres colonies du nord de la Nouvelle-France.
Au début du XIXe siècle, après des années de commerce et d’empiètement par les colons américano-européens des États-Unis, les conflits se sont intensifiés à mesure que les colons américains tentaient de gagner des terres de ces nations. En 1830, le congrès adopta l'Indian Removal Act et autorisa la relocalisation de tous les Amérindiens du Sud-Est, à l’ouest du Mississippi. Ce qui a été achevé à la fin des années 1830.
Dans les premières années de la colonisation, les Européens-Américains ont nommé cette ville Gum Pond ; soi-disant en raison de ses nombreux arbres tupelo connus localement sous le nom de blackgum.
La ville accueille toujours le Festival annuel des arts de Gumtree (Gumtree Arts Festival).

### Guerre civile et développement de l’après-guerre
Pendant la guerre de Sécession, l’Union et les forces confédérées ont combattu dans la région en 1864 à la bataille de Tupelo. Désigné Champ de bataille national de Tupelo, le champ de bataille est administré par le National Park Service (NPS). De plus, le Brices Cross Roads National Battlefield, à une dizaine de milles au nord (16 km), commémore une autre bataille de la guerre de Sécession.
Après la guerre, un chemin de fer inter-étatique a été construit pour le nord du Mississippi, ce qui a stimulé l’industrie et la croissance. Avec l’expansion, la ville a changé son nom en Tupelo, en l’honneur de la bataille. Il a été adopté en 1870.

### Depuis leXXesiècle

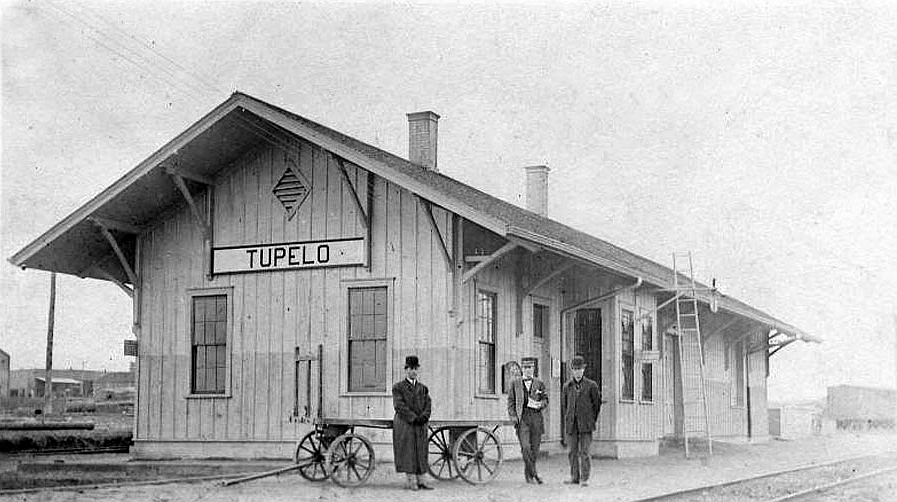
Dépôt ferroviaire, alentours de 1900.

Au début XXe siècle, la ville est devenue un site de production de coton (usine textile), qui fournissait de nouveaux emplois aux habitants de la zone rurale. En vertu des pratiques de ségrégation de l’État, les moulins n’employaient que des adultes et des enfants blancs. Les réformateurs ont encadré les enfants travailleurs et ont tenté de les protéger par le biais des lois du travail.
Le dernier braquage connu de banque par Machine Gun Kelly, un gangster de la prohibition, a eu lieu le 30 novembre 1932 à la Citizen's State Bank à Tupelo. Sa bande a dérobé 38 000 $. Après le vol, le caissier en chef de la banque a dit de Kelly : « Il était le genre de gars qui, si vous le regardiez, vous n’auriez jamais pensé qu’il était un voleur ».
Pendant la Grande Dépression, Tupelo a été électrifiée par la nouvelle Tennessee Valley Authority, qui a construit des barrages et des centrales hydroélectriques dans toute la région. L’infrastructure de distribution a également été construite avec l’aide du gouvernement fédéral, employant de nombreux travailleurs locaux. En 1935, le président Franklin Roosevelt a visité cette "First TVA City".
En 2007, le village voisin de Blue Springs a été choisi comme site de la onzième usine de fabrication d’automobiles Toyota aux États-Unis.
En 2013, Gale Stauffer du Tupelo Police Department est mort dans une fusillade à la suite d’un vol de banque, peut-être le premier policier tué dans l’exercice de ses fonctions de l’histoire de la police locale.

### Catastrophes naturelles
Tupelo a connu l’une de ses pires catastrophes naturelles au printemps 1936. Une partie des évènements liés au Tupelo-Gainesville tornado outbreak, du 5 au 6 avril de cette année-là.
La tempête a soulevé 48 pâtés de maisons et plus de 200 maisons individuelles, tuant 216 personnes et en blessant plus de 700. Elle a frappé la nuit, détruisant de vastes zones résidentielles du côté nord de la ville. Parmi les survivants se trouvait Elvis Presley encore bébé. En effaçant le quartier de Gum Pond, la tornade a laissé tomber la plupart des corps des victimes dans l’étang. Elle a depuis été classée F5 sur l’échelle moderne Fujita.
La tornade de Tupelo est reconnue comme l’une des plus meurtrières de l’histoire des États-Unis.
L’État du Mississippi a estimé un bilan final de 233 personnes, mais 100 Blancs ont encore été signalés comme hospitalisés à l’époque. Parce que les journaux blancs n’ont pas publié de nouvelles sur les Noirs jusqu’aux années 1940 et 1950, les historiens ont eu du mal à appréhender le sort des Noirs blessés dans la tornade. Sur cette base, les historiens estiment maintenant que le nombre de morts était plus élevé que dans les registres officiels,.
Le feu s'est déclaré à l’école de formation séparée du comté de Lee qui a été détruite. Ses briques ont été récupérées pour d’autres utilisations.
La région est sujette à des tornades. En 2008, on a évalué une tornade classée EF3 sur l’échelle de Fujita améliorée. Le 28 avril 2014, une importante tornade a frappé Tupelo et les communautés environnantes, causant d’importants dommages.

#### Crue de 1927
La ville a connu, en 1927, une inondation due à une très forte crue du fleuve Mississippi. Cet événement est par ailleurs commémoré par la chanson du bluesman John Lee Hooker Tupelo.

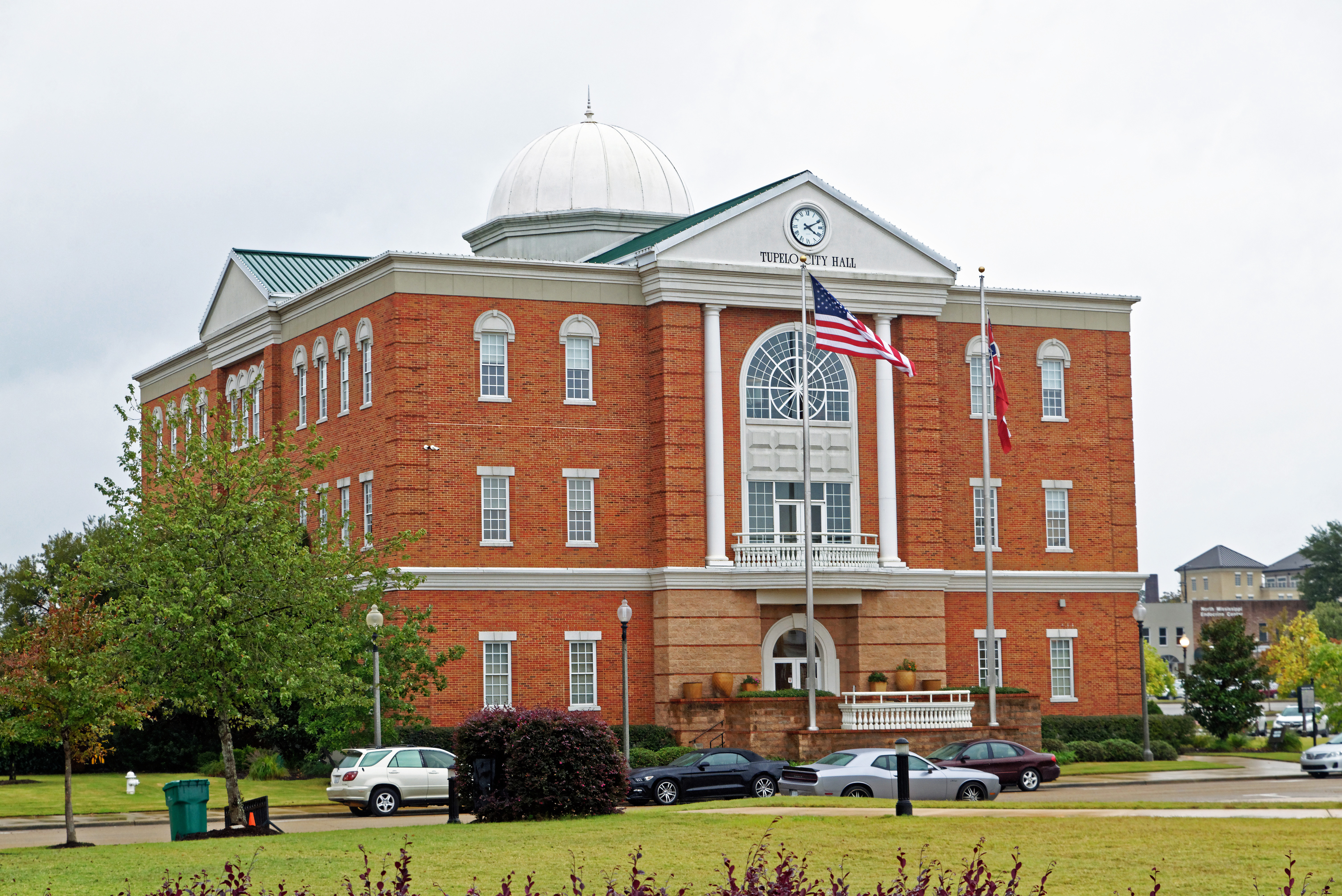
Hôtel de ville.
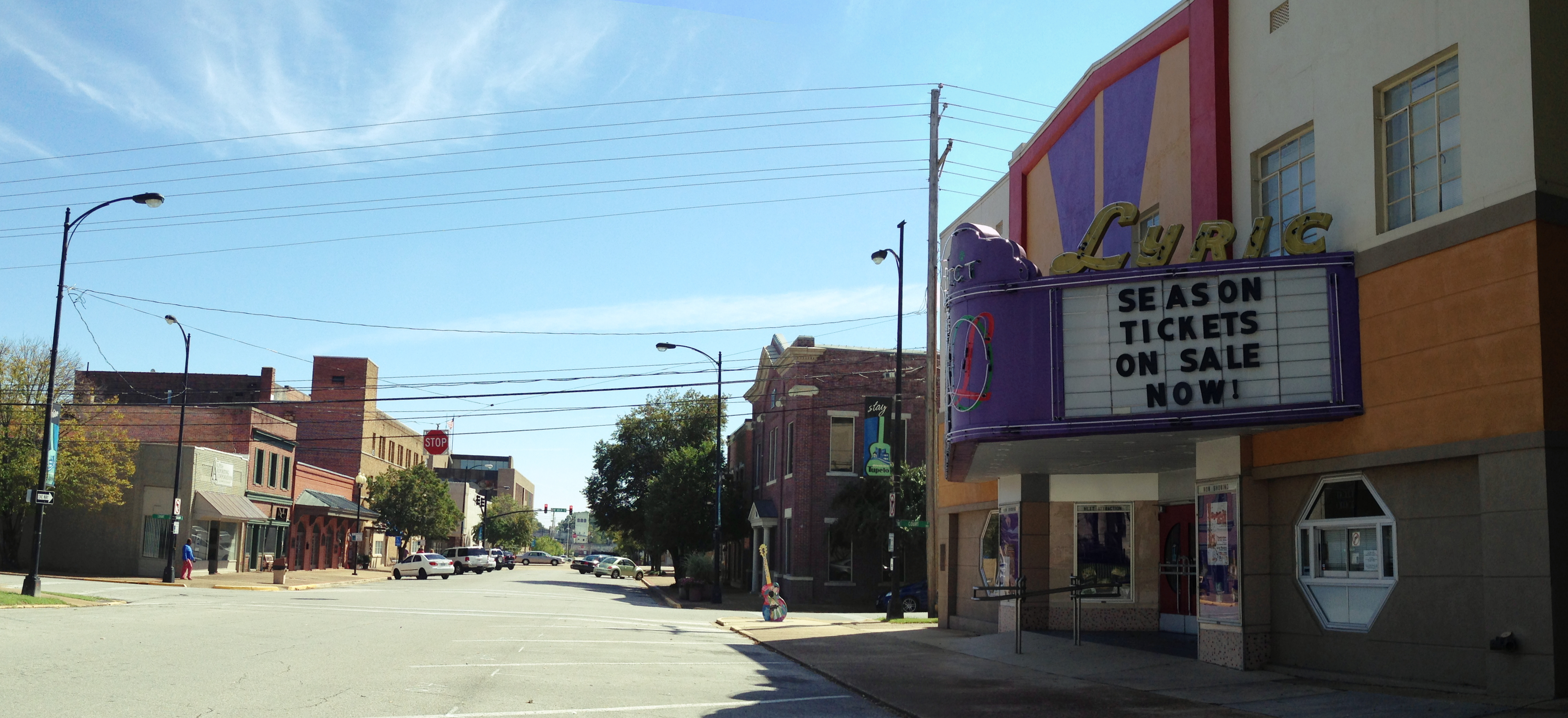
North Broadway Street.
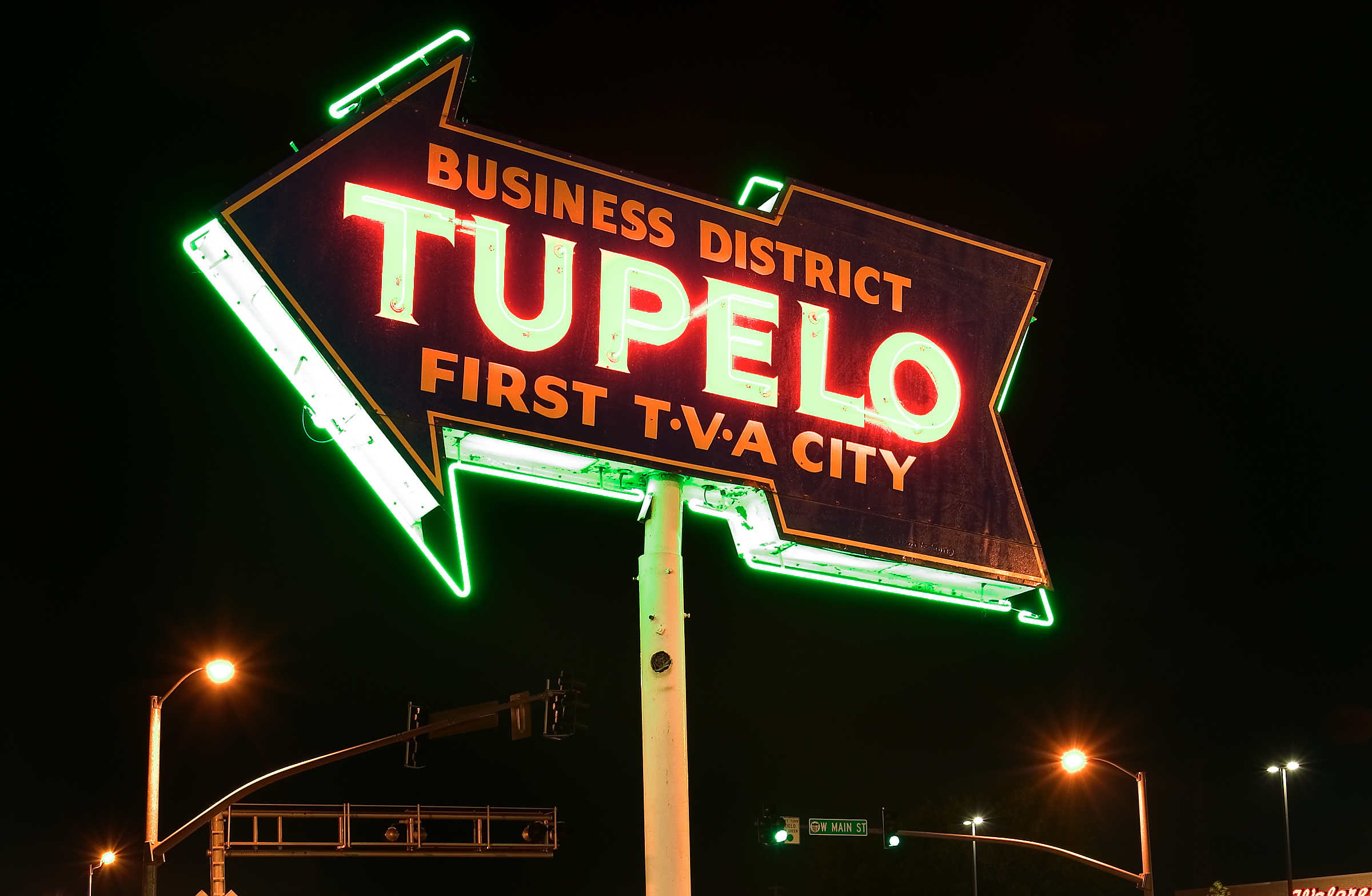
Panneau TVA.

## Démographie
La Tupelo Micropolitan Area s'étend sur les comtés de Lee, Itawamba et Pontotoc. Sa population compte 140 081 habitants en 2017.

## Enseignement
Les écoles de Tupelo sont gérées par le district scolaire public de Tupelo. Il participe à la politique de distribution de Chromebook, ce qui signifie que les élèves de la 6e à la 12e année reçoivent chacun un ordinateur appartenant à l'école, à utiliser pendant l'année scolaire. En 2008, Sports Illustrated a classé le département d'athlétisme du lycée comme le troisième meilleur programme d'athlétisme du secondaire du pays.
Pour l'enseignement postsecondaire, la ville possède des campus satellites de l'Université du Mississippi, Itawamba Community College et de l'Université du Mississippi pour les femmes (Mississippi University for Women).

## Économie

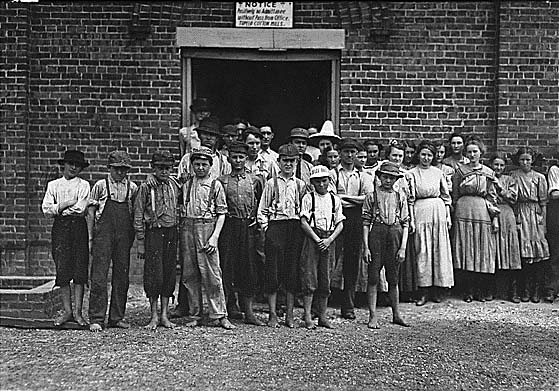
Travail des enfants à Tupelo Cotton Mills, 1911. Photographie de Lewis Hine.

Tupelo a servi de plaque tournante du transport régional, principalement en raison de son emplacement à une intersection ferroviaire. Plus récemment, la ville s'est développée au niveau du secteur touristique et hôtelier, autour du lieu de naissance d'Elvis Presley et Piste Natchez. La ville a également réussi à attirer des opérations de fabrication, de vente au détail et de distribution (voir la section «Industrie» ci-dessous).
- Tupelo est le siège du North Mississippi Medical Center, le plus grand hôpital non métropolitain des États-Unis. Il prend en charge les habitants du nord du Mississippi, du nord-ouest de l'Alabama et de certaines parties du Tennessee. Le centre médical a remporté le prestigieux Malcolm Baldrige National Quality Award en 2006 et 2012[16].
- Le siège social de deux grandes institutions bancaires est situé ici : BancorpSouth, avec près de 18 milliards de dollars d'actifs (2019), et Renasant Bank, avec des actifs de plus de 12,7 milliards de dollars (2019). Tupelo est la plus petite ville des États-Unis qui abrite le siège de plus d'une banque avec plus de 10 milliards de dollars d'actifs[16].
- La ville a remporté cinq fois le prix All-America City Award ».

### Industrie
- En 1963, Ralph J. Roberts, Daniel Aaron et Julian A. Brodsky ont acheté American Cable Systems, un petit câblo-opérateur de Tupelo. American Cable a été réincorporée en Pennsylvanie sous le nom de Comcast.
- Fabrication industrielle de meubles. Le journaliste Dennis Seid a noté que la fabrication de meubles dans le nord-est du Mississippi « fournissait [environ] 22 000 emplois, soit près de 13 % des emplois de la région … avec une masse salariale annuelle de 732 millions de dollars … produisant 2,25 milliards de dollars de biens »[17].
- Tecumseh, Heritage Home Group, Hancock Fabrics, Inc., Magnolia Fabrics, Toyota Motor Manufacturing Mississippi, H.M. Richards, JESCO Construction, MTD Products, Savings Oil Company (Dodge's Stores) et Cooper Tire & Rubber Company ont des activités ou ont leur siège social à Tupelo ou dans le comté de Lee.

Renin Corporation, filiale de BBX Capital Corporation, exploite un centre de production à Tupelo qui employait 50 personnes, mais une expansion en 2017 devait porter le personnel à 100.

## Médias
Le quotidien local est le Northeast Mississippi Daily Journal.
Tupelo abrite trois stations de télévision desservant la 133e zone de marché désignée parmi 210 marchés à l'échelle nationale, déterminée par Nielsen Media Research : WTVA (9), NBC, ABC,   WLOV (27), une filiale de  Fox. Les deux stations sont situées sur Beech Springs Road et étaient contrôlées par Frank K. Spain jusqu'à sa mort le 25 avril 2006.
American Family Association, située à Tupelo, comprend le réseau national American Family Radio et le service d'actualités OneNewsNow.

## Musées
- Maison natale d'Elvis Presley
- Tupelo Automobile Museum[19].

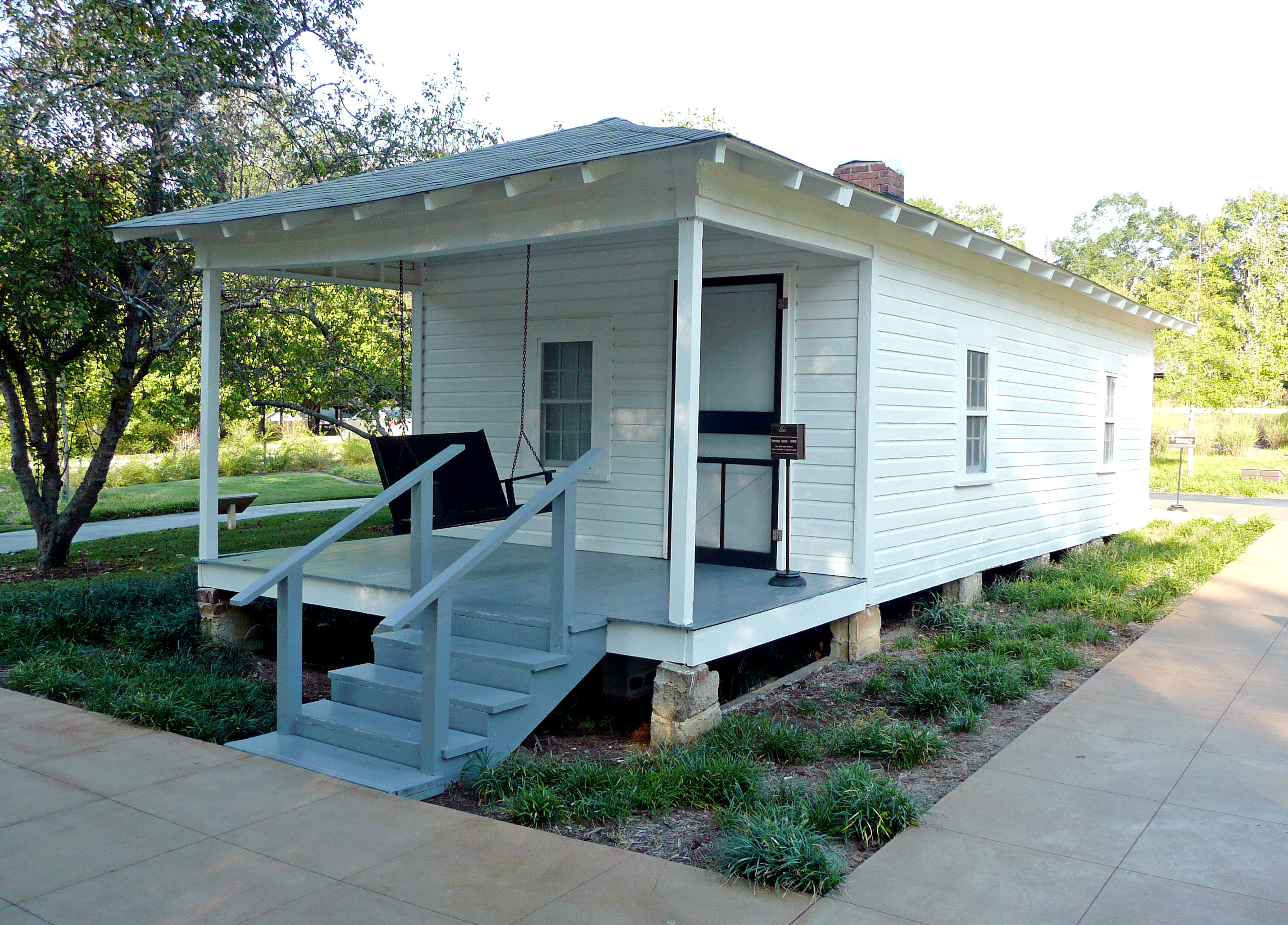
Maison natale d'Elvis Presley.
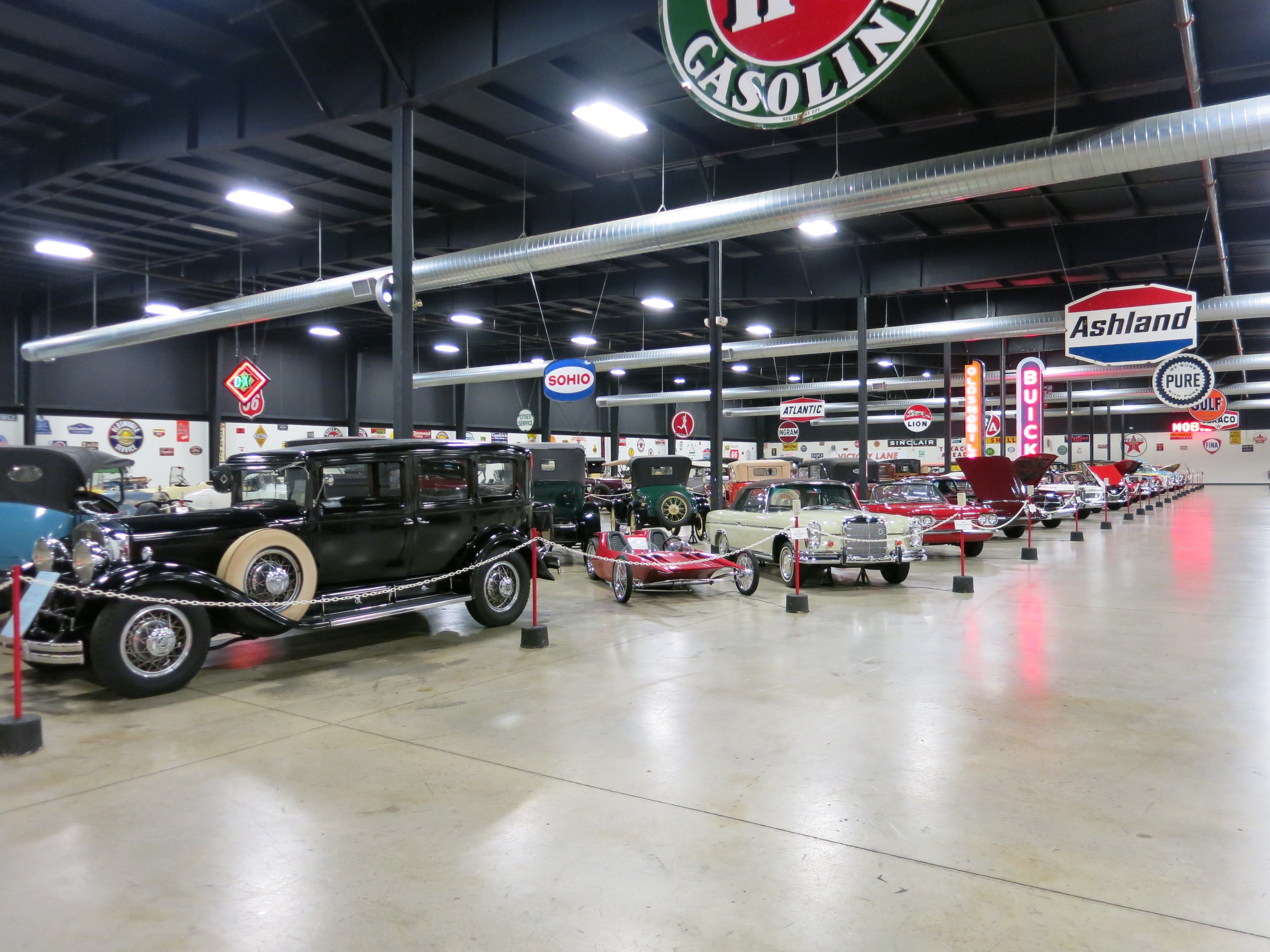
Tupelo Automobile Museum.
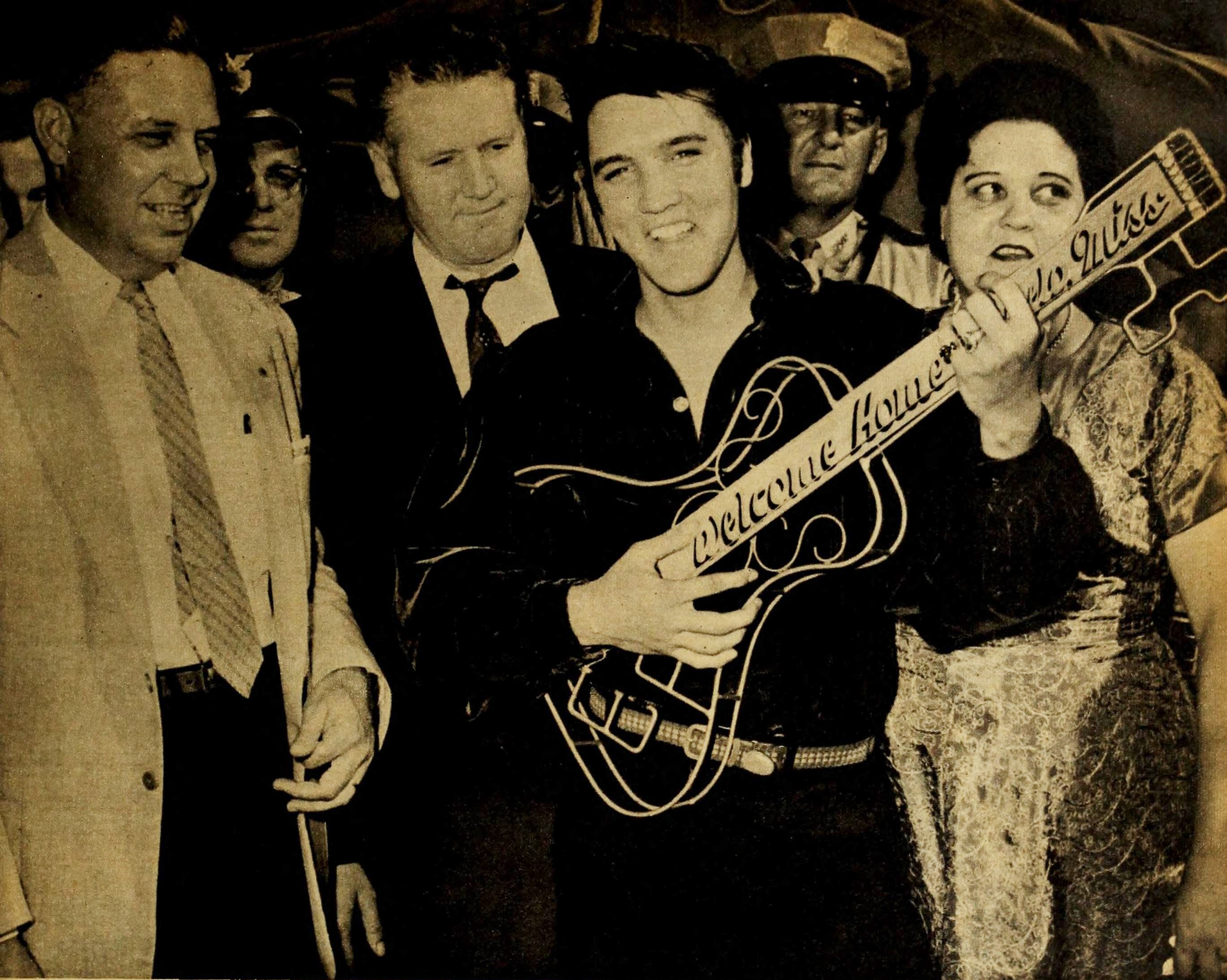
Visite d'Elvis Presley à Tupelo en 1957.